# Trifolium glomeratum
Trifolium glomeratum L. o trébol aglomerado es una especie originaria de Europa, el norte de África y el oeste de Asia. Aunque es una planta que no tiene demasiada importancia como forrajera, sí que presenta cierto interés pastoral, sobre todo en suelos pobres y en zonas de dehesa. 
En la actualidad se están desarrollando estudios en los que se emplean mezclas de leguminosas anuales, entre ellas T. glomeratum, para la mejora de suelos pobres o abandonados. Tras una siembra adecuada de esos ecotipos que se están investigando, junto con un correcto manejo y aprovechamiento ganadero, se podría conseguir mejorar las condiciones de esos suelos. Así se favorecería el posterior establecimiento de pastizales con elevado potencial productivo y desarrollo, integrado por especies como Trifolium subterraneum, Medicago polymorpha y Ornithopus compressus, entre otras.

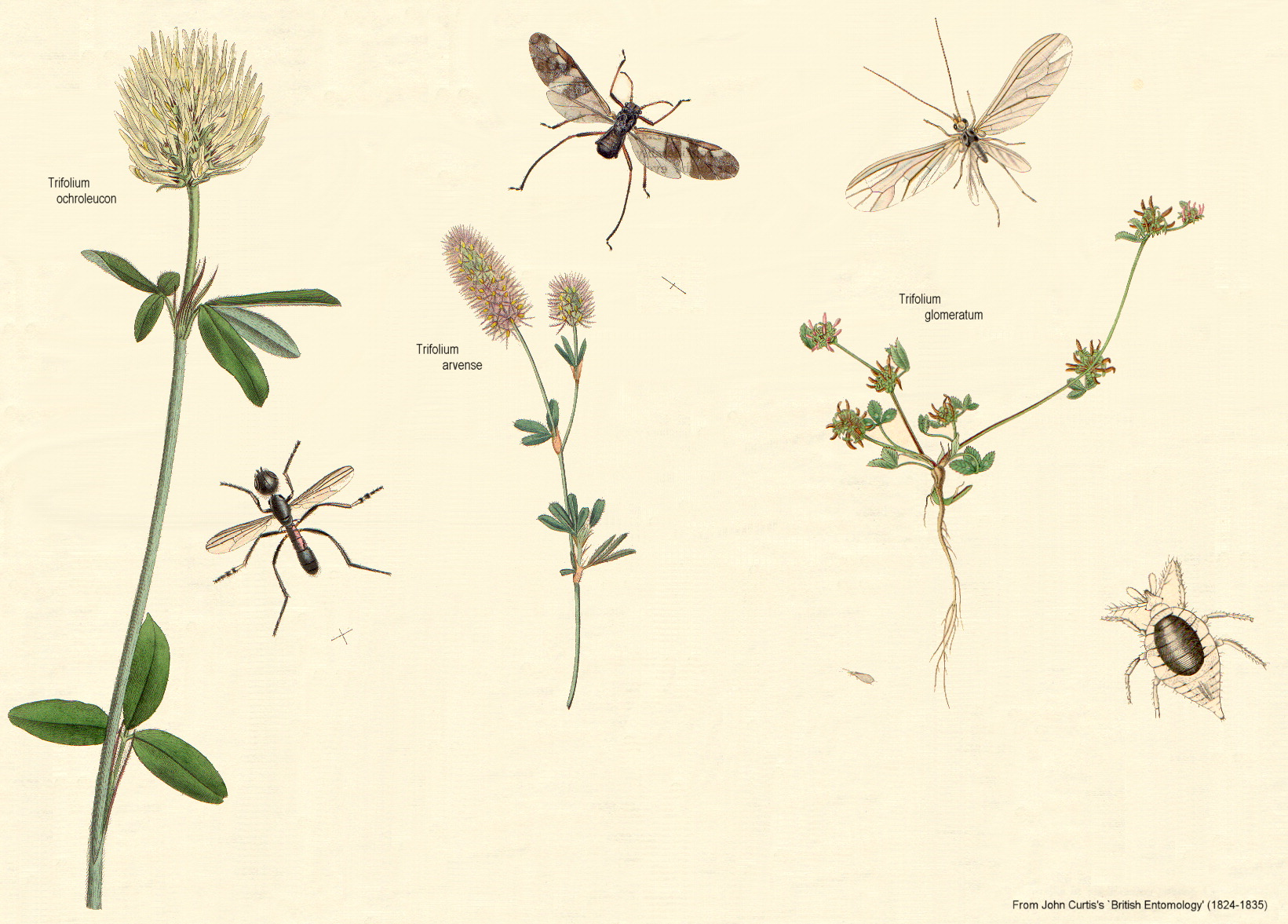
Ilustración

## Identificación
El trébol aglomerado es una planta herbácea anual, completamente glabra y de porte rastrero. Sus tallos pueden tener de 10 a 40 cm de alto, son erectos y con los entrenudos largos. 
Su sistema radicular se caracteriza por la presencia de una gruesa raíz central.
Las hojas son alternas, trifoliadas y pecioladas; sin vellosidad ni en sus foliolos ni en los peciolos. Presentan estípulas membranáceas. Los foliolos son de 5 a 15 mm de largo y ancho, ovados y con el margen aserrado-agudo. 
El epíteto glomeratum quiere decir aglomerado, condensado, y hace referencia a la disposición de las flores en la inflorescencia, lo que caracteriza a esta especie dentro del género Trifolium. Dichas inflorescencias tienen entre 7 y 15 mm de diámetro, en forma de glomérulos sentados en las axilas de las hojas. Las flores son de tipo papilionáceo, pequeñas, sentadas y con brácteas. El cáliz presenta unos dientes ovados, que miran hacia fuera y con el ápice curvado. La corola está formada por pétalos de color rosado, con el estandarte libre, y a veces persistentes en la fructificación. 
El fruto es sentado, incluido en el cáliz, indehiscente y con el pericarpo membranáceo.
Los frutos contienen 1 o 2 semillas, de 0,8 a 1,2 mm de diámetro. Son ligeramente tuberculadas, de colores verdosos, amarillentos o anaranjados.

## Biología y fenología
Sus características biológicas le permiten crecer en zonas marginales, en suelos bastante secos, aunque también aparece en zonas más fértiles. Es muy común su presencia junto con otras especies de leguminosas, gramíneas y compuestas en terrenos aclarados por la acción del hombre. Presenta una gran dureza seminal, y está muy adaptada al pastoreo. Su capacidad para formar nódulos de bacterias del género Rhizobium en las raíces permite que se desarrolle en terrenos con deficiencias de nitrógeno, aunque sí que requiere la presencia de fósforo y potasio.
Las fases fenológicas que se suceden a lo largo de su ciclo anual, referidas a una zona típica de la dehesa salmantina, serían las siguientes:
- Tras su germinación a finales de invierno comienzan a desarrollarse las primeras hojas, y esa fase de foliación puede durar hasta mediados-finales de marzo hasta principios de abril.
- Posteriormente, y de forma simultánea a la formación de nuevas hojas, comienzan a elongar los tallos generalmente hasta mayo.
- A continuación, comienza a formarse la inflorescencia, hasta completar su maduración a primeros de junio aproximadamente. Tras la formación del fruto y las semillas y su dispersión, las elevadas temperaturas durante los últimos días de junio o los primeros días de julio provocan el agostamiento de la planta.

Esta descripción responde de forma concreta a la evolución del ciclo del trébol aglomerado en ballicares de dehesas de la provincia de Salamanca, ya que no hay estudios fenológicos más profundos de esta especie en otras regiones. Sin embargo, las condiciones propias de cada zona influyen en las fechas en las que se desarrolla cada fase. De hecho, hay referencias que indican que en Extremadura la floración suele producirse a finales de abril, e incluso líneas más precoces pueden llegar a florecer a finales de febrero.

## Distribución
Principalmente adaptado a zonas con clima mediterráneo, también se desarrolla perfectamente en climas semi-continentales templados y fríos. Es una especie nativa de países del norte de África (Argelia, Marruecos, Túnez), Europa (España, Portugal, Italia, Francia, Grecia, etc), y el oeste de Asia (Chipre, Turquía, Israel, Irán, suroeste de Rusia…)
Se ha introducido en algunos países de Sudamérica, como Chile, y también está presente  en Estados Unidos. Incluso se ha naturalizado y extendido en algunas zonas de Australia, donde se considera una mala hierba. 
En España, es frecuente en casi todo el territorio; aparece prácticamente por toda la península y también se puede encontrar tanto en las Islas Baleares como en las Canarias. En la región central de la península puede crecer fácilmente hasta los 1500 m de altitud, con mayor abundancia en las cotas situadas entre los 500 y los 1100 m.

## Requerimientos ambientales
Durante el invierno, con temperaturas por debajo de 7 °C, el vigor de las plántulas es muy bajo y presentan  un desarrollo muy leve. En la primavera, cuando las condiciones se vuelven más suaves y las temperaturas oscilan entre los 20-24 °C, su crecimiento aumenta muy rápidamente. 
No está muy bien adaptado a las altas temperaturas, y de hecho las líneas más tardías, producen menos semillas que las normales o más precoces, debido a que muchas semillas abortan a causa de las elevadas temperaturas y a la falta de humedad. A partir de julio, cuando se llegan a alcanzar los 30-35 °C, lo más frecuente es encontrarlo seco. 
Los suelos más adecuados para su presencia son los franco-arenosos, en concreto aquellos con elevados porcentajes en gravilla y cantos, con un contenido en arena gruesa superior al 30% ¬-especialmente entre el 30 y el 45%- y contenidos en arcilla comprendidos entre el 10 y el 25%-especialmente entre el 10 y el 15%. La especie tiene mucha menos representación en suelos con porcentajes de arena gruesa inferiores al 15%. 
En cuanto a las condiciones de humedad, esta leguminosa prefiere los suelos bastante secos o ligeramente húmedos. Los valores de capacidad de campo más favorables oscilan entre el 6,8 y el 13%, siendo desfavorables por encima del 19%.  El punto de marchitez más adecuado se encuentra entre el 2,8 y el 6 % -especialmente entre el 4 y el 6 %- rechazándose los valores superiores al 10 %.
Respecto al pH del suelo, los valores más convenientes se sitúan comprendidos entre 5,2 y 6,5 –preferiblemente entre 5,5 y 6,0- siendo poco favorables si poseen un pH superior a 7,5. 
También prefiere los suelos con ausencia de calcio activo, con un claro rechazo de aquellos con un contenido por encima del 2% de CaCO3 y desapareciendo de los suelos que contengan más del 5% de dicho carbonato.

## Usos y aprovechamientos
Como ya se ha mencionado, el mayor interés que presenta esta planta es que forma parte de las especies que componen los pastizales en los claros que quedan en las dehesas. De hecho, el pastizal es el gran protagonista en la dehesa, puesto que se convierte en el principal aprovechamiento para el ganado. Las principales especies que aparecen asociadas junto con el trébol aglomerado en los montes aclarados de encina y roble son T. striatum, T. cherleri, Moenchia erecta, Agrostis castellana, Hipochaeris radicata…
Una de las principales características, ya mencionada previamente, del trébol aglomerado y de otras especies de los pastos del suroeste español, es su elevada resistencia al pastoreo, debido fundamentalmente a la gran dureza que presentan sus semillas. Esta facultad ha hecho que recientemente se haya retomado el interés por su estudio. 
En la actualidad, se está produciendo un abandono bastante preocupante de algunas tierras (sobre todo en Extremadura) que tradicionalmente se empleaban para el cultivo de cereales como triticale y avena. El objetivo de esos terrenos era la obtención de forraje y grano en épocas del año desfavorables, como otoño-invierno, donde los pastos escasean. Los agricultores han dejado de trabajar esas tierras por los bajos rendimientos y los elevados costes de producción, y como consecuencia la zona es invadida por especies herbáceas de baja calidad: Spergularia rubra, Vicia lutea, Anthemis fuscata, Papaver rhoeas, Cerastium glomeratum, Trifolium arvense, Trifolium campestre, Trifolium angustifolium, etc.
Sin embargo, una forma de solucionar ese problema consistiría en realizar una rotación de cereales forrajeros (avena, triticale), junto con praderas de leguminosas, ya que además de aumentar la productividad,  se evita el aporte de nitrógeno gracias a la incorporación natural por parte de la simbiosis Rhizobium-leguminosa. Lo más frecuente es utilizar como mejora de pastos el T.subterraneum y los medicagos. No obstante, se ha comprobado que su adaptación a esas tierras marginales no es del todo satisfactoria, y en su defecto, la tendencia es la de emplear otras leguminosas, ya adaptadas a esas condiciones edafoclimáticas, y que además presenten adaptación al pastoreo y una buena persistencia debido a su dureza seminal.
Por todo ello, durante los últimos años se están desarrollando investigaciones, en las que se están trabajando con diferentes mezclas de leguminosas tales como  T.glomeratum, T. striatum y T. cherleri, entre otras muchas para conseguir pastos estables y duraderos, junto con una elevada producción forrajera. Los ecotipos seleccionados están en la última fase de evaluación, con lo que en breve se dispondrá de semillas comerciales.

## Taxonomía
Trifolium glomeratum fue descrita por Carlos Linneo y publicado en Species Plantarum 2: 770. 1753.
Citología
Número de cromosomas de Trifolium glomeratum (Fam. Leguminosae) y táxones infraespecíficos: 2n=16
Etimología
Trifolium: nombre genérico derivado del latín que significa "con tres hojas".
glomeratum: epíteto latino que significa "agrupado"
Sinonimia
- Amoria glomerata (L.) Sojak
- Micrantheum glomeratum (L.) C.Presl
- Trifolium axillare Phil.
- Trifolium duodecimnerve Willk. & Lange	[5]

## Nombre común
- Castellano:  trébol.[6]